# دروژکوو
دروژکوو (به لهستانی:  Drożków) یک روستا در لهستان است که در گمینا ژاره واقع شده‌است. دروژکوو ۴۶۸ نفر جمعیت دارد.